# Labuhan Bajau
Labuhan Bajau is een bestuurslaag in het regentschap Simeulue van de provincie Atjeh, Indonesië. Labuhan Bajau telt 398 inwoners (volkstelling 2010).